# Schwäbische Heimat
Die Schwäbische Heimat ist eine vom Schwäbischen Heimatbund seit 1950 herausgegebene Mitgliederzeitschrift in der Nachfolge der Zeitschrift des Bundes für Heimatschutz in Württemberg und Hohenzollern (1909–1934) und der Schwäbischen Heimatbücher (1934–1941). In der Zeitschrift, die in vier Heften jährlich erscheint, werden aktuelle Themen und Ergebnisse der landeskundlichen Forschung behandelt; daneben wird über die Aktivitäten und das Vereinsleben des Heimatbundes berichtet.